# Кристијансхолм
Кристијансхолм (њем. Christiansholm) општина је у њемачкој савезној држави Шлезвиг-Холштајн. Једно је од 165 општинских средишта округа Рендсбург. Према процјени из 2010. у општини је живјело 245 становника. Посједује регионалну шифру (AGS) 1058036.

## Географски и демографски подаци
Кристијансхолм се налази у савезној држави Шлезвиг-Холштајн у округу Рендсбург. Општина се налази на надморској висини од 8 метара. Површина општине износи 8,4 km². У самом мјесту је, према процјени из 2010. године, живјело 245 становника. Просјечна густина становништва износи 29 становника/km².